# Saskatoon
Saskatoon è una città del Canada situata al centro della provincia di Saskatchewan, sulle rive del fiume South Saskatchewan. Saskatoon è la città più popolosa della provincia di Saskatchewan, dalla metà degli anni ottanta è stata avvicinata in questo primato dal capoluogo provinciale Regina. I residenti di Saskatoon sono chiamati Saskatoonians.
Con una popolazione censita nel 2016 di 246 376, Saskatoon è la città più grande della provincia e la 17a area metropolitana più grande del Canada, con una popolazione censita nel 2016 di 295 095. La città di Saskatoon ha stimato che la sua popolazione fosse 278 500 a luglio 2018, mentre Statistics Canada ha stimato che la popolazione della CMA fosse 336 614 a partire dal 2020. Saskatoon è classificata come una città globale di sufficienza da GaWC.
Saskatoon ospita l'Università del Saskatchewan, la Meewasin Valley Authority (che protegge il fiume South Saskatchewan e fornisce i famosi parchi fluviali della città) e il Wanuskewin Heritage Park (un sito storico nazionale del Canada e richiedente il patrimonio mondiale dell'UNESCO che rappresenta 6 000 anni della storia delle Prime Nazioni). Il comune rurale di Corman Park n. 344, il comune rurale più popoloso del Saskatchewan, circonda la città e contiene molti degli sviluppi ad essa associati, tra cui Wanuskewin. Saskatoon prende il nome dalla bacca saskatoon che è originaria della regione, ed è essa stessa derivata dal Cree misâskwatômina. La città ha una significativa popolazione indigena e diverse Riserve urbane. La città ha nove attraversamenti fluviali ed è soprannominata "Parigi delle praterie" e "Città del ponte".
I quartieri storici di Saskatoon includono Nutana e Riversdale, che erano città separate prima di fondersi con la città di Saskatoon e incorporarsi come città nel 1906. Nutana, Riversdale, le loro storiche strade principali di Broadway Avenue e 20th Street, così come il centro del centro e altri quartieri centrali stanno assistendo a un significativo reinvestimento e riqualificazione. Sutherland, la città ferroviaria annessa alla città nel 1956 che si trova oltre i terreni dell'Università, è ora un'altra città storica.

## Nome
Saskatoon è spesso chiamata la Città dei Ponti, per i suoi sette ponti di attraversamento fluviale. Per lungo tempo il soprannome della città è stato Hub City (città perno), mentre il nome viene spesso abbreviato in "S'toon". Dopo l'uscita del film Chi ha incastrato Roger Rabbit nel 1988, la città divenne famosa come "Toontown", a causa del nome della città nella quale era ambientato il film. Un altro soprannome è POW City, dove POW sta per Potassio, petrolio (O) e frumento (W).

## Geografia fisica

### Clima
Saskatoon ha estati calde e inverni molto freddi. La sua zona climatica è umido-continentale (Koppen clima classificazione DFB) (anche se i suoi livelli di umidità sono piuttosto bassi), con forti influenze semi-aride. La città ha quattro stagioni distinte. Le temperature medie vanno dai -17 °C di gennaio ai 18 °C in luglio. Saskatoon è abbastanza secca, con un'estate umida. Un aspetto positivo è rappresentato dalle basse precipitazioni; un altro è che Saskatoon è più soleggiata rispetto alla media del Canada (in media 2,380.8 ore di sole splendente ogni anno).
Le temperature estreme sono anche più tollerabili a causa della bassa umidità. Nei mesi estivi si possono raggiungere i 41 °C ma generalmente ci si attesta sui 24 °C. I temporali sono frequenti durante i mesi estivi e possono presentarsi assieme a piogge torrenziali, grandine, forti venti, e più raramente tornado. La stagione calda dura in genere da metà maggio a metà settembre, ma a causa della posizione di Saskatoon si sono verificate gelate dannose addirittura il 14 giugno e ancora nel mese di agosto.
La temperatura più bassa mai registrata a Saskatoon è stata -50 °C nel 1893. Il windchill (temperatura soggettiva dovuta a quella effettiva addizionata al vento) più basso mai registrato è stato -60,9. La più alta temperatura mai registrata in Saskatoon è stata 40,6 °C il 5 giugno 1988.
Il "Blizzard del 2007" è stato descritto da molti residenti come il peggiore che avessero visto; paralizzò la città con la sua scarsa visibilità, estremo freddo, e la quantità improvvisa di neve portata da un vento violento. Il vento soffiò ad oltre i 90 chilometri all'ora, e caddero in giornata circa 25 centimetri (9,8 pollici) di neve che per la violenza del vento fu sollevata e scagliata contro edifici ed automezzi. Molti residenti della zona si rifugiarono e passarono la notte nei luoghi dove erano rimasti bloccati, o poterono trovare rifugio (posti di lavoro, centri commerciali, ospedali, scuole e luoghi pubblici).

## Economia
La città è importante soprattutto per l'industria estrattiva. Vi ha sede per esempio la Potash Corporation of Saskatchewan, una dei principali produttori mondiali di cloruro di potassio.